# Sudarat Butrprom
Sudarat Butrprom  (Thaï: สุดารัตน์ บุตรพรม), surnommée Tukky (ตุ๊กกี้), née le 15 mars 1979 dans la province d'Udon Thani, est une actrice et comédienne thaïlandaise connue comme la « reine de la comédie » à la télévision.
Après 13 ans de vie commune, elle s'est mariée avec Kamthon Phonamkham (Thai: กำธร โพธิ์น้ำคำ) le 25 décembre 2016.

## Filmographie
- 2005 : Yam Yasothon (แหยม ยโสธร)
- 2007 : Yam Yasothon 2 (แหยม ยโสธร 2)
- 2009 : Oh My Ghost (หอแต๋วแตก แหกกระเจิง)[4]
- 2009 : Sassy Player[5]
- 2010 : Tukky's Diary (ตุ๊กกี้ เจ้าหญิงขายกบ / Tukky jaoying khaai gop)[6],[7]
- 2010 : First Love  (สิ่งเล็กเล็ก ที่เรียกว่า...รัก)
- 2011 : 30* Single On Sale
- 2012 : Panya Raenu 2 (ปัญญา เรณู 2)[8],[9],[10]
- 2014 : Oh My Ghost (คุณผีช่วย)[11]
- 2016 : Joking Jazz 4G (หลวงพี่แจ๊ส 4G)